# Stavros (ort i Grekland)
Stavros (Stavrós) är en ort i Grekland.   Den ligger i prefekturen Nomós Chaniás och regionen Kreta, i den södra delen av landet, 270 km söder om huvudstaden Aten. Stavros ligger 3 meter över havet och antalet invånare är 460.
Terrängen runt Stavros är kuperad åt sydost, men åt sydväst är den platt. Havet är nära Stavros åt nordväst. Runt Stavros är det ganska tätbefolkat, med 83 invånare per kvadratkilometer. Närmaste större samhälle är Chania, 10,5 km sydväst om Stavros. Omgivningarna runt Stavros är i huvudsak ett öppet busklandskap.